# Liste slowakischer Komponisten klassischer Musik
Diese Liste enthält bekannte slowakische Komponisten der klassischen Musik.
- Alexander Albrecht (1885–1958)
- Miroslav Bázlik (1931–2024)
- Ján Levoslav Bella (1843–1936)
- Juraj Beneš (1940–2004)
- Peter Breiner (* 1957)
- Marek Brezovský (1974–1994)
- Ladislav Burlas (1927–2024)
- Ján Cikker (1911–1989)
- Adrián Demoč (* 1985)
- Viliam Figuš-Bystrý (1875–1937)
- Tibor Frešo (1918–1987)
- Vladimír Godár (* 1956)
- Daniel Sinapius Horčička (1640–1688)
- Ivan Hrušovský (1927–2001)
- Johann Nepomuk Hummel (1778–1837)
- Šimon Jurovský (1912–1963)
- Frico Kafenda (1883–1963)
- Dezider Kardoš (1914–1991)
- Miloslav Kořínek (1925–1998)
- Ladislav Kupkovič (1936–2016)
- Peter Machajdík (* 1961)
- Alexander Moyzes (1906–1984)
- Ján Móry (1892–1978)
- Edmund Pascha (1714–1772)
- Ľudovít Rajter (1906–2000)
- Mikuláš Schneider-Trnavský (1881–1958)
- Eugen Suchoň (1908–1993)
- Iris Szeghy (* 1956)
- Ján Valašťan Dolinský (1892–1965)
- Ilja Zeljenka (1932–2007)